# Mitra (banda)
Una mitra (en llatí mitra, en grec antic μίτρα) a l'antiga Roma era una banda de tela o una faixa que tenia diferents finalitats.
Podia significar una corretja o una faixa usada pels guerrers a l'entorn de la cintura. També podia ser una cinta ampla que es col·locava per sota del tòrax, a l'abdomen, anomenada la faixa de la donzella. La paraula ἄμιτρος ('amitros' sense mitra) feia referència a una noia jove, encara no prou gran per portar cinturó i sense tenir edat per casar-se.
També s'usava per indicar una estreta banda de tela a l'entorn del cap, sovint anomenada anadema, que tenia les puntes penjant per damunt de les orelles, però no sembla que n a Grècia ni a Roma ho portessin les dones de classe respectable. Ciceró parla amb indignació de les mitrella que portaven els joves efeminats. Les dones portaven una mitra al voltant del pit com a sostenidor, anomenada també fascia pectoralis. Els asiàtics la portaven al cap en forma de turbant, i d'aquí va derivar en temps molt posteriors la mitra episcopal.